# Elgoibar
Elgoibar är en kommun i Spanien. Den ligger i Gipuzkoaprovinsen i den autonoma regionen Baskien i norra delen av landet, 300 km norr om huvudstaden Madrid. Antalet invånare är 11 585 (2024). Arean är 39,11 kvadratkilometer. Elgoibar gränsar till Etxebarria, Markina-Xemein, Eibar, Soraluze / Placencia de las Armas, Bergara, Azkoitia och Mendaro. 